# You People
You People är en amerikansk komedifilm från 2023. Filmen är regisserad av Kenya Barris, som även skrivit manus tillsammans med Jonah Hill. I rollerna ses förutom Jonah Hill bland annat även Lauren London och Eddie Murphy.
Filmen hade premiär på strömningstjänsten Netflix den 27 januari 2023.

## Handling
Filmen handlar om kulturkrockar och generationsskillnader i samband med att ett par från olika bakgrund ska träffa föräldrarna.

## Rollista (i urval)
- Jonah Hill – Ezra
- Lauren London – Amira
- David Duchovny – Arnold
- Nia Long – Fatima Mohammed
- Julia Louis-Dreyfus – Shelley
- Eddie Murphy – Akbar
- Elliott Gould – Herr Greenbaum
- Rhea Perlman – Bubby
- Andrea Savage – Becca